# Джо Кідд
«Джо Кідд» (англ. «Joe Kidd») — американський кінофільм-вестерн 1972 року, знятий режисером Джоном Стерджесом, з Клінтом Іствудом у головній ролі.

## Сюжет
Джо Кідд — колишній найманий убивця та найжорсткіший хлопець на Дикому Заході. Одного разу група мексиканських повстанців вирішує пред'явити права на землі. Луї Чема, їхній лідер, вигукуючи революційні гасла, збирає загін. Тим часом багатий і нечистий на руку землевласник, нинішній господар цих угідь вирішує по-своєму вирішити проблему. Вони наймають Джо Кідда, щоб допоміг їм вистежити Чема.

## У ролях
- Клінт Іствуд — Джо Кідд
- Роберт Дюваль — Френк
- Джон Саксон — Луїс
- Дон Страуд — Ламар
- Стелла Гарсіа — Гелен
- Джеймс Вейнрайт — Олін
- Пол Косло — Рой
- Грегорі Волкотт — Мітчелл
- Джон Картер — епізод
- Дік Ван Паттен — епізод
- Лінн Марта — епізод
- Пепе Герн — епізод
- Хоакін Мартінес — епізод
- Рон Собл — епізод
- Клінт Річі — епізод
- Чак Гейворд — епізод
- Джил Баррето — епізод
- Піп Каллаган — епізод
- Марія Вел — епізод
- Ед Дімер — епізод
- Трой Ворд — епізод

## Знімальна груп
- Режисер — Джон Стерджес
- Сценарист — Елмор Леонард
- Оператор — Брюс Сертіс
- Композитор — Лало Шифрін
- Продюсери — Сідні Беккермен, Роберт Дейлі